# 格倫代爾 (愛達荷州)
格倫代爾（英語：Glendale）是位於美國愛達荷州富蘭克林縣的一個非建制地區。該地的面積和人口皆未知。

## 地理
格倫代爾的座標為42°07′48″N 111°42′18″W / 42.13000°N 111.70500°W，而該地的平均海拔高度為1571米（即5154英尺）。